# División de Salud del Condado de Kenosha
La División de Salud del Condado de Kenosha  es una agencia local encargada del monitoreo, mejoramiento de la salud, y  bienestar de los ciudadanos del Condado de Kenosha, Wisconsin. Su misión es "asegurar el ofrecimiento de los servicios de salud necesarios para prevenir enfermedades, mantener y promover la salud, además de proteger y mantener un ambiente saludable para todos los ciudadanos del Condado de Kenosha, sin importar el origen étnico, cultural y de recursos económicos." 

## Departamentos

### Enfermería
La unidad de Enfermería ofrece muchos servicios clínicos a los residentes del Condado de Kenosha.
| Clínicas                                | Número utilizado en el 2008 |
| --------------------------------------- | --------------------------- |
| Servicios de Inmunización               | 13,514                      |
| Vacuna para la Influenza                | 2,355                       |
| Control TB                              | 1,340                       |
| Salud de la mujer                       | 218                         |
| Clínicas de chequeo de salud            | 87                          |
| Coordinación de cuidado parental        | 43                          |
| Examen de anticuerpo VIH                | 574                         |
| Clínica STD                             | 886                         |
| Enfermedades transmisibles notificables | 381                         |
| Cheques asiento de seguridad infantil   | 269                         |
| Enfermera del día                       | 12,743                      |
| Visitas a hogar                         | 1,656                       |

Además de estos servicios clínicos, la unidad de Enfermería también hace contratos con el Distrito Escolar Unificado de Kenosha y otras escuelas del Condado de Kenosha para proporcionar enfermeras a 44 escuelas. También se hace cargo del programa para mujeres, infantes y niños (WIC) del Condado de Kenosha, el cual promueve la salud de mujeres en riesgo durante el embarazo, el amamantamiento y después del parto; y de infantes y niños.

### Salud Ambiental
La unidad de Servicios de Salud Ambiental es responsable de proveer información, educación, y regulación en áreas de comida, agua, desperdicios, recreación, alojamiento, protección del consumidor, y peligros a la salud humana y del medio ambiente.  Gran parte de esta unidad está dirigida a la protección del cliente mediante la inspección, el otorgamiento de licencias, la regulación en restaurantes, establecimientos de ventas de alimentos al por menor, parques de casas móviles, campamentos, eventos especiales, albercas públicas, hoteles, moteles, casas para turistas, establecimientos para tatuajes y pírsines en el cuerpo, establecimientos para dormir y desayunar, y servicio de comida en la escuela. 
Esta unidad es parte de Kenosha/Racine Lead-Free Communities Partnership, la cual recibe un financiamiento de United States Department of Housing and Urban Development para examinar hogares que puedan tener plomo y reparar las zonas más peligrosas.  Este programa ha sido renovado recientemente por un contrato de tres años, el cual fue financiado durante el 2012.
Otro programa impartido por la unidad de Servicios de Salud Ambiental es su Iniciativa Hogares Saludables, el cual tiene como objetivo ayudar a niños con asma o alergias, y brindar seguridad para personas mayores de 65 años de edad.

### Laboratorio
El laboratorio provee servicios de análisis del agua en el Condado de Kenosha, incluyendo albercas, playas, suministros públicos de agua potable y pozos de agua privados. El laboratorio está dividido en algunas secciones:
La unidad clínica de Microbiología/Serología, responsable de examinar muestras de residuos de algunos organismos que causan enfermedades contagiosas, tal como la Giardia. También realiza pruebas para enfermedades como la gonorrea, sífilis y Estreptococos grupo A, la cual causa inflamación en la garganta.
La unidad de Química Analítica, que se encarga de las pruebas de agua obtenidas de salidas públicas o privadas, con presencia de nitratos; determina la concentración de flúor en las bebidas y analiza la pintura y recipientes de cerámica en busca de plomo.
La unidad Química Forense analiza muestras de orina y otros fluidos corporales en busca de evidencia de sustancias controladas y alcohol, testificando en corte sobre sus hallazgos.
La unidad de Bacteriología Ambiental, que realiza pruebas en suministros públicos y privados de agua, albercas, playas, y áreas de recreación que usan agua, en busca de Bacteria Coliforme. También se encarga de documentar las quejas de los alimentos que puedan causar brotes de enfermedades e identifica los insectos.

## Gente saludable del Condado de Kenosha 2010
La División de Salud del Condado de Kenosha se encuentra trabajando en Gente Saludable 2010, Healthiest Wisconsin 2020, negocios locales y organizaciones para desarrollar una estrategia de salud pública en el sector. Las áreas en las que centra el programa son:
- Acceso a cuidado de la salud
- Salud joven
- Estilos de vida saludables
- Salud mental
- Prevención de heridas
- Salud ambiental

Un ejemple de uno de los proyectos que la iniciativa apoya es un programa de jardinería en la academia Harborside, una escuela local.